# Рубіжне (станція)
Рубі́жне — проміжна залізнична станція Лиманської дирекції Донецької залізниці.
Розташована в місті Рубіжне, Сіверськодонецький район, Луганської області на неелектрифікованій лінії Сватове — Попасна між станціями Насвітевич (8 км) та Кремінне (13 км).
Станція розташована на двоколійній неелектрифікованій лінії в агломерації 3 великих міст: Сіверськодонецька, Лисичанська та власне Рубіжного, хоча в усіх згаданих є власні станції.

## Пасажирське сполучення
До 2014 року, початку війни на сході України, станція Рубіжне була проміжною для потягів пасажирського далекого сполучення переважно з/до Луганська, Донецька. Через станцію курсували потяги: Донецьк – Москва – Санкт-Петербург, Луганськ – Суми, Дебальцеве – Хмельницький, Уфа – Симферополь. 
Однак, з 22 травня 2014 року сполучення було припинено через підрив бойовиками залізничного мосту через річку Сіверський Донець. Після стабілизації ситуації, 24 вересня  з містом було відновлено рух приміських потягів за зміненою схемою - вони курсували зі станцій Куп'янськ і Сватове  до Венгерівки, замість Попасної. 
31 жовтня 2014 року «Укрзалізниця» відновила рух пасажирських потягів з Луганщиною, призначивши поїзд № 531/532 Київ – Лисичанськ. Він курсував щоденно через Ворожбу, Суми, Харків та Сватове. Пізніше його було змінено на потяг № 133/134 Київ – Лисичанськ. 
Станом на 2021 рік, через станцію Рубіжне курсують 4 пари пасажирських потягів, якими можна дістатися до Вінниці, Києва, Кременчука, Кропивницького, Львова, Одеси, Полтави, Сум, Тернополя, Харкова, Хмельницького та інших міст.
Також частково відновлено рух приміських поїздів, як у напрямку Куп'янська, Сватового, так і в напрямку Переїзної (в межах Лисичанська) і навіть Фенольної. Загалом курсує п'ять пар приміських дизель-поїздів.
Через військову агресію Росії на сході України з 2022 року транспортне сполучення припинене.